# Сухорічка (Біжбуляцький район)
Сухорі́чка (рос. Сухоречка, башк. Сухоречка) — село у складі Біжбуляцького району Башкортостану, Росія. Адміністративний центр Сухоріченської сільської ради.
Населення — 775 осіб (2010; 855 в 2002).
Національний склад:
- татари — 34 %
- росіяни — 31 %